# Eva Alina Hočevar
Eva Alina Hočevar (27 de marzo de 2002) es una deportista eslovena que compite en piragüismo en la modalidad de eslalon.
Ganó dos medallas en el Campeonato Mundial de Piragüismo en Eslalon, en los años 2022 y 2023, y tres medallas en el Campeonato Europeo de Piragüismo en Eslalon, en los años 2020 y 2024.

## Palmarés internacional
| Campeonato Mundial | Campeonato Mundial      | Campeonato Mundial | Campeonato Mundial |
| Año                | Lugar                   | Medalla            | Competición        |
| ------------------ | ----------------------- | ------------------ | ------------------ |
| 2022               | Augsburgo (Alemania)    | Medalla de plata   | K1 por equipos     |
| 2023               | Londres (Reino Unido)   | Medalla de bronce  | C1 por equipos     |
| Campeonato Europeo |                         |                    |                    |
| Año                | Lugar                   | Medalla            | Competición        |
| 2020               | Praga (República Checa) | Medalla de plata   | C1 por equipos     |
| 2024               | Tacen (Eslovenia)       | Medalla de oro     | K1 por equipos     |
| 2024               | Tacen (Eslovenia)       | Medalla de plata   | C1 por equipos     |